# أبو السائب الهمذاني
أبو السائب عتبة بن عبيد الله بن موسى بن عبيد الله الهمذاني (264 هـ-350 هـ/878-961 م) هو قاض من أهل همدان.
كان أبوه تاجرا بهمذان، وإمام مسجد، فاشتغل هو بالعلم وتصوف أولا، وتزهد، وصحب الجنيد والعلماء، وانتهى به المطاف في بغداد فتفقه على مذهب الشافعي، واهتم بفهم القرآن وكتب الحديث. ومن بغداد توجه إلى المراغة واتصل بأميرها ابن أبي الساج وولاه قاضيا عليها، ومن بعدها أصبح قاضيا لكل قضاء أذربيجان، ثم قضاء همذان. حصلت له فتنة فغادر همذان نحو الكوفة والأهواز ثم عاد لبغداد للمرة الثانية ووولي قاضي القضاة فيها سنة 338 هـ واستمر إلى أن توفي. قال السبكي: «هو أول من ولي قضاء القضاة من الشافعية ببغداد».
روى عن عبد الرحمن بن أبي حاتم.